# Friedrich Krommes
Friedrich Krommes (* 26. September 1906 in Fritzlar; † 4. März 1971 in Kassel) war ein deutscher Kirchenverwaltungsjurist und geschäftsführender Vorstand der Bruderhilfe VVaG.

## Leben
Krommes war ein Sohn des Pfarrers Julius Krommes und dessen Ehefrau Amanda geb. Müller. Er besuchte das  Friedrich-Wilhelm-Schule (Eschwege), an dem er 1925 das Abitur ablegte. Er begann an der Georg-August-Universität Göttingen Rechtswissenschaft zu studieren und wurde Mitglied des Corps Hannovera Göttingen. Als Inaktiver wechselte er an die  Ludwig-Maximilians-Universität München. Nach dem Referendarexamen am Oberlandesgericht Celle (1929) war er Referendar in Spangenberg, Kassel und Jüterbog. 1934 folgte das Assessorexamen am Kammergericht mit Prädikat. Krommes entschied sich für den Eintritt in den Dienst in der Evangelischen Kirche von Kurhessen-Waldeck und wurde dort 1936 zum Landeskirchenrat ernannt. Von 1939 bis 1945 diente er in der Luftwaffe (Wehrmacht), zuletzt als Oberleutnant und Batteriechef einer Flak-Abteilung in Frankreich. Er geriet in amerikanische Kriegsgefangenschaft, aus der er 1945 entlassen wurde.
Nach dem Krieg nahm Krommes seine Tätigkeit in der Landeskirche wieder auf, zuletzt als Oberlandeskirchenrat und Leiter des Grundstücks- und Finanzdezernats. Er war Mitglied der Grundstückskommission und des Disziplinargerichts der EKD, Mitglied des Kuratoriums der Melanchthonschule, sowie in Gremien der Diakonie und der Inneren Mission. 1959 schied er aus dem Dienst der Landeskirche aus und betätigte sich als Rechtsanwalt und Mitglied des Aufsichtsrats der  Bruderhilfe VVaG in Kassel. 1961 wurde er geschäftsführendes Vorstandsmitglied der Bruderhilfe.
Krommes war ab 1957 Mitglied des Vorstandes des Verbandes Alter Corpsstudenten und folgte 1959 Kurt Fürer nach dessen gesundheitsbedingtem Rücktritt als 1. Vorsitzender des Vorstandes (bis 1961).